# De verborgen tempel
De verborgen tempel is het 70ste stripverhaal van Jommeke. De reeks wordt getekend door striptekenaar Jef Nys.

## Personages
- Jommeke
- Flip
- Filiberke
- professor Calabaos
- Pedro Carottos
- Yukataka
- kleine rollen : Theofiel, Marie, Pekkie, Annemieke, Rozemieke, Choco, tv-presentator, verschillende papegaaien in België en Guatemala ...

## Verhaal
Flip neemt deel aan een televisiequiz voor papegaaien die hij op indrukwekkende wijze wint. Hij wint twee ticketten voor een reis naar Zuid-Amerika. Twee mannen, professor Calabas en Pedro Carottos, zien de quiz ook en besluiten Flip te ontvoeren. Ze nemen hem mee naar Guatemala waar ze Flip verplichten met hen mee te werken. De mannen zoeken in de jungle naar een onbekende verborgen tempel van de Maya-indianen waar de schat van dit volk zou ondergebracht zijn na de Spaanse invallen. Niemand weet nog van het bestaan van de schat af, maar Calabas en Carottos vermoeden dat enkele papegaaien in de jungle ook van het bestaan van de tempel en schat op de hoogte zijn. Flip moet via de papegaaien de schat voor hen terugvinden. Ze willen deze voor hen houden, maar Flip meent dat de schat aan het Mayavolk zelf toebehoort. Hij bedenkt een list om Jommekes hulp in te roepen. Hij leert alle papegaaien die hij tegenkomt 'Ik ben Flip van Jommeke' zeggen.
Maanden later ontdekt Jommeke per toeval een papegaai die zegt dat hij 'Flip van Jommeke' is. Zijn baasje vertelt Jommeke dat hij de papegaai tijdens een reis in Guatemala gekocht heeft. Samen met Filiberke trekt Jommeke naar Guatemala waar ze al snel via een papegaaienverkoper op het juiste spoor geraken. Jukataka, een plaatselijke Maya en papegaaienvanger, leidt hen doorheen de jungle op zoek naar Flip. Ze leren de papegaaien in de jungle 'Jommeke is hier' zeggen. Enige tijd later vindt Flip eindelijk een oude papegaai die de tempel en de schat kent. Op datzelfde moment krijgt Flip ook Jommekes boodschap. Flip stuurt de twee boeven de verkeerde kant uit. Ze schieten Flip daarna neer, maar Flip misleidt hen wanneer ze hem missen. Hij vindt Jommeke daarna terug en leidt de vrienden naar de verborgen tempel. Via een geheime ingang vinden de vrienden de grote goudschat. De Maya-leiders van Guatemala beloven de schat aan te wenden om de Maya's terug welvarend te maken. Het verhaal eindigt met Calabas en Carottos die nog steeds door de jungle dwalen.

## Achtergronden bij het verhaal
- Dit album is een typisch verhaal waarbij de zoektocht naar een schat centraal staat. De nadruk van het album ligt op de belevenissen van Flip wat eerder uitzonderlijk is in de reeks waarbij het personage van Jommeke meestal centraal staat. Het verhaal vertoont gelijkenissen met de albums Het geheim van Macu Ancapa en  De strijd om de Incaschat waarbij de zoektocht naar de oude schat van de Inca's in Peru centraal staat.
- Jommeke en zijn vrienden waren al meermaals in Midden-Amerika, maar trekken voor het eerst naar Guatemala.
- In het album verwijst professor Calabas naar de grootse Mayacultuur die door de komst van de Spanjaarden verdween. In werkelijkheid was de Mayacultuur al eeuwen voor de komst van de Spanjaarden verdwenen. In de zestiende eeuwen leken de Mayastaten niet meer op die van de grote beschavingen.
- Het is opvallend dat het album eindigt met Maya-leiders die de grootsheid van het volk willen herstellen. Guatemala kende in de jaren 1970 militaire en gewelddadige regimes waarbij de Maya's de belangrijkste slachtoffers waren.